# Going Home (1944)
Going Home ist ein Cartoon aus der Reihe Private Snafu. Regie führte Chuck Jones.

## Synchronisation
- Mel Blanc: Private Snafu
- Frank Graham: Radiosprecher

## Handlung
Der Soldat Snafu kehrt nach Hause zurück und wird dort von seiner Familie und seinen Freunden warmherzig empfangen. Er beginnt damit zu Hause über die neusten Errungenschaften der Armee zu berichten. Während eines Kinobesuches erzählt er einer Dame Details über eine Atombombe, die sich noch in der Entwicklung befindet. Er trifft sich mit weiteren Damen und berichtet ihnen noch weitere Geheimnisse der Armee. Während er sich mit einer Dame beim Tanzen vergnügt, ertönt aus dem Radio die Nachricht darüber, dass ein Soldat sie verraten hat. Der Nachrichtensprecher erwähnt die Dienstnummer 999 von Snafu. Snafu sagt in totaler Erregung, dass jeder, der so etwas tut, von einer Straßenbahn überrollt werden sollte. Schließlich überrollt ihn die Straßenbahn.

## Hintergrundinformationen
Der Cartoon erlebte keine Veröffentlichung, da die detaillierte Zeichnung der Atombombe im Film zu viel über den damaligen Entwicklungsstatus der Atombombe verriet.